# Polypodium villarii
Polypodium villarii là một loài dương xỉ trong họ Polypodiaceae. Loài này được Bellardi mô tả khoa học đầu tiên năm 1792.
Danh pháp khoa học của loài này chưa được làm sáng tỏ. 